# Schistura menanensis
 Schistura menanensis és una espècie de peix de la família dels balitòrids i de l'ordre dels cipriniformes.

## Morfologia
Els mascles poden assolir els 5,9 cm de longitud total.

## Distribució geogràfica
Es troba a la conca del riu Chao Phraya a Tailàndia.